# Јузо Курихара
Јузо Курихара (јап. 栗原 勇蔵; 18. септембар 1983) бивши је јапански фудбалер који је играо у одбрани. Наступао је за Јокохама Ф. Маринос. За репрезентацију Јапана одиграо је 20 утакмица и постигао је 3 гола.

## Статистика
| Јапан  | Јапан   | Јапан  |
| Година | Наступи | Голови |
| ------ | ------- | ------ |
| 2006   | 1       | 0      |
| 2007   | 0       | 0      |
| 2008   | 0       | 0      |
| 2009   | 0       | 0      |
| 2010   | 4       | 0      |
| 2011   | 3       | 0      |
| 2012   | 5       | 2      |
| 2013   | 7       | 1      |
| Укупно | 20      | 3      |